# Лола и Мила
Лола и Мила је српска цртана серија која се емитује од 21. маја 2018. на Пикабу каналу. Ради се о две сестре, Лоли и Мили, које проводе дане истражујући свет око себе и пролазећи кроз разне пустоловине.
Творац серије је Сергеј Ћетковић, који је био надахнут својим ћеркама, те је главне ликове назвао по њима. Ово је анимирана серија српске продукције и представља велики корак напред за српску анимацију, после дугометражног филма Технотајз: Едит и ја. Аниматори који су радили на овој серији су: Александар Филипов, Наташа Шкрбић, Милица Јованов и Маријана Милетић, а гласове ликовима позајмили су многи српски познати глумци.
Серија је урађена у продукцији Ивент медија продакшн, а оригинална (српска) синхронизација је снимљена у студију Аудио Визард Ем ен Ди.

## Улоге

### Главне улоге
| Име лика | Име глумца            |
| -------- | --------------------- |
| Лола     | Јована Чуровић        |
| Мила     | Јована Јеловац Цавнић |
| Мама     | Наташа Балог          |
| Тата     | Милан Тубић           |
| Наратор  | Драган Вујић          |

### Споредне улоге
| Име лика             | Име глумца           |
| -------------------- | -------------------- |
| Бака                 | Душица Новаковић     |
| Принцес Крофна       | Јелена Томашевић     |
| Духовиште            | Милан Тубић          |
| Пера Петлић          | Милан Тубић          |
| Ласта Наста          | Татјана Димитријевић |
| Мрав Радослав        | Иван Заблаћански     |
| Генерал мрав Радомир | Драган Вујић         |
| Разглас (Е5, 7)      | Драган Вујић         |
| Медвед Миша          | Сергеј Ћетковић      |
| Другарица            | Ања Кошанин          |
| Петар Торнадо        | Коста Богданић       |
| Чувар зоо врта       | Драган Вујић         |
| Маца папучарица      | Гоца Тржан           |
| Алекса               | Реља Јанковић        |
| Марсимиљан           | Драган Вујић         |

## Списак епизода
| Бр. еп. (укупно) | Бр. еп. (у сезони) | Наслов                  | Редитељ         | Сценариста          | Премијера     |
| --- | ------------------ | ----------------------- | --------------- | ------------------- | ------------- |
| 1 | 1                  | Шта је слађе од колача? | Бранислав Бркић | Александра Урошевић | 21. мај 2018. |
| Лоли и Мили се једу слаткиши, када мама оде на посао решавају да открију шта је то слађе од слаткиша, по речима наратора. Одговор покушавају да нађу у бакиној књизи рецепата. Изненада се из књиге појави принцеза Принцес Крофна, која им налаже да јој направе другарице. Након 5 минута долази бака и затиче неред, те помаже девојчицама да направе принцес крофне, учећи их о пореклу ваниле. Сестре схватају да постоје ствари слађе од слаткиша, као што су тајне, породица и заједничке активности. |                    |                         |                 |                     |               |

| Бр. еп. (укупно) | Бр. еп. (у сезони) | Наслов              | Редитељ         | Сценариста          | Премијера     |
| --- | ------------------ | ------------------- | --------------- | ------------------- | ------------- |
| 2 | 2                  | Чудовиште Духовиште | Бранислав Бркић | Александра Урошевић | 22. мај 2018. |
| Лола и Мила имају кошмаре о чудовишту Духовишту. Како га не би више будиле ноћу, тата одлучује да се преруши у Духовиште и научи девојчице лекцију. Духовиште, наводно, жели да оде у пензију, а то може само ако докаже да га се Лола и Мила више не плаше. Након неколико неуспешних покушаја да се не препадну од Духовишта, сестре одлучују да оне њега препадну и на тај начин схватају да се и Духовиште њих плаши и да је безопасан. Духовиште одлази у пензију, а девојчице више не навраћају у спаваћу собу родитеља из страха, већ из љубави. |                    |                     |                 |                     |               |

| Бр. еп. (укупно) | Бр. еп. (у сезони) | Наслов             | Редитељ         | Сценариста    | Премијера     |
| --- | ------------------ | ------------------ | --------------- | ------------- | ------------- |
| 3 | 3                  | Кукурику, лаку ноћ | Бранислав Бркић | Дуња Петровић | 28. мај 2018. |
| Пера Петлић свако јутро буди породицу Лоле и Миле својим кукурикањем. Једно јутро их није пробудио и пореметио им је цео дан, а када су сви легли да спавају - зачуло се кукурикање. Сутрадан Лола и Мила покушавају да сазнају шта се десило Пери и траже помоћ од Ласте Насте, која касни на југ због Пере. Она позива Перу на предавање о Сунцу и Месецу које организују две сестре. На предавању Лола и Мила откривају да је Пера од сталног гледања у Сунце оћоравио и објашњавају му да нема чега да се стиди, јер се свако по нечему издваја. Сестре му поклањају наочаре и све се враћа на старо. |                    |                    |                 |               |               |

| Бр. еп. (укупно) | Бр. еп. (у сезони) | Наслов        | Редитељ         | Сценариста          | Премијера     |
| --- | ------------------ | ------------- | --------------- | ------------------- | ------------- |
| 4 | 4                  | Мрав Радослав | Бранислав Бркић | Александра Урошевић | 29. мај 2018. |
| Лола и Мила су изгубиле своју најомиљенију играчку - меду Зверка. Да би их утешио, тата им даје лупу, којом могу да истражују околину. Девојчице налећу на колонију мрава и упознају се са мравом Радославом. Радослав је уморан, међутим не може да се одмори, јер је у току узбуна - велика звер је на улазу у мравињак. Лола и Мила прате мраве до мравињака и откривају да је звер, у ствари, Зверко - њихов меда. Сестре, пресрећне што су нашле своју вољену играчку, узимају зверка и тако решавају проблем мрава. Генерал Радомир их одликује орденом части за помоћ, а оне обећавају да ће се боље бринути о својим стварима, а Радослав коначно може да се одмори. |                    |               |                 |                     |               |

| Бр. еп. (укупно) | Бр. еп. (у сезони) | Наслов         | Редитељ         | Сценариста          | Премијера    |
| --- | ------------------ | -------------- | --------------- | ------------------- | ------------ |
| 5 | 5                  | Звезда циркуса | Бранислав Бркић | Александра Урошевић | 4. јун 2018. |
| Лола и Мила желе да иду у циркус, међутим наступ је отказан јер је главна звезда, медвед Миша је дао отказ јер су га терали да се окупа, очешља, итд. Лола и Мила морају да натерају Мишу да се доведе у ред ако желе да иду у циркус. |                    |                |                 |                     |              |

| Бр. еп. (укупно) | Бр. еп. (у сезони) | Наслов                      | Редитељ         | Сценариста          | Премијера    |
| --- | ------------------ | --------------------------- | --------------- | ------------------- | ------------ |
| 6 | 6                  | Баш је добро када си велики | Бранислав Бркић | Александра Урошевић | 5. јун 2018. |
| Лола и Мила се облаче као мама и понашају се као она јер желе да буду велике. Мама одлучује да се мало нашали са њима, па се облачи као Лола и Мила и понаша се као оне, а Лола и Мила су јој маме... |                    |                             |                 |                     |              |

| Бр. еп. (укупно) | Бр. еп. (у сезони) | Наслов              | Редитељ         | Сценариста          | Премијера     |
| ---------------- | ------------------ | ------------------- | --------------- | ------------------- | ------------- |
| 7                | 7                  | Петар звани Торнадо | Бранислав Бркић | Александра Урошевић | 11. јун 2018. |

| Бр. еп. (укупно) | Бр. еп. (у сезони) | Наслов          | Редитељ         | Сценариста    | Премијера     |
| ---------------- | ------------------ | --------------- | --------------- | ------------- | ------------- |
| 8                | 8                  | Маца папучарица | Бранислав Бркић | Дуња Петровић | 12. јун 2018. |

| Бр. еп. (укупно) | Бр. еп. (у сезони) | Наслов        | Редитељ         | Сценариста          | Премијера     |
| ---------------- | ------------------ | ------------- | --------------- | ------------------- | ------------- |
| 9                | 9                  | Кућни љубимац | Бранислав Бркић | Александра Урошевић | 18. јун 2018. |

| Бр. еп. (укупно) | Бр. еп. (у сезони) | Наслов             | Редитељ         | Сценариста          | Премијера     |
| ---------------- | ------------------ | ------------------ | --------------- | ------------------- | ------------- |
| 10               | 10                 | Један дан на Земљи | Бранислав Бркић | Александра Урошевић | 19. јун 2018. |

## Међународно приказивање
| Држава             | Језик      | Канал         |
| ------------------ | ---------- | ------------- |
| Србија             | српски     | Пикабу, РТС 2 |
| Црна Гора          | српски     | Пикабу        |
| Република Српска   | српски     | Пикабу        |
| Хрватска           | хрватски   | Пикабу        |
| Федерација БиХ     | хрватски   | Пикабу        |
| Словенија          | словеначки | Пикабу        |
| Северна Македонија | македонски | Пикабу        |
| Албанија           | албански   | Пикабу        |